# Myxosargus panamensis
Myxosargus panamensis är en tvåvingeart som beskrevs av Charles Howard Curran 1929. Myxosargus panamensis ingår i släktet Myxosargus och familjen vapenflugor. Inga underarter finns listade i Catalogue of Life.